# Grete Stern

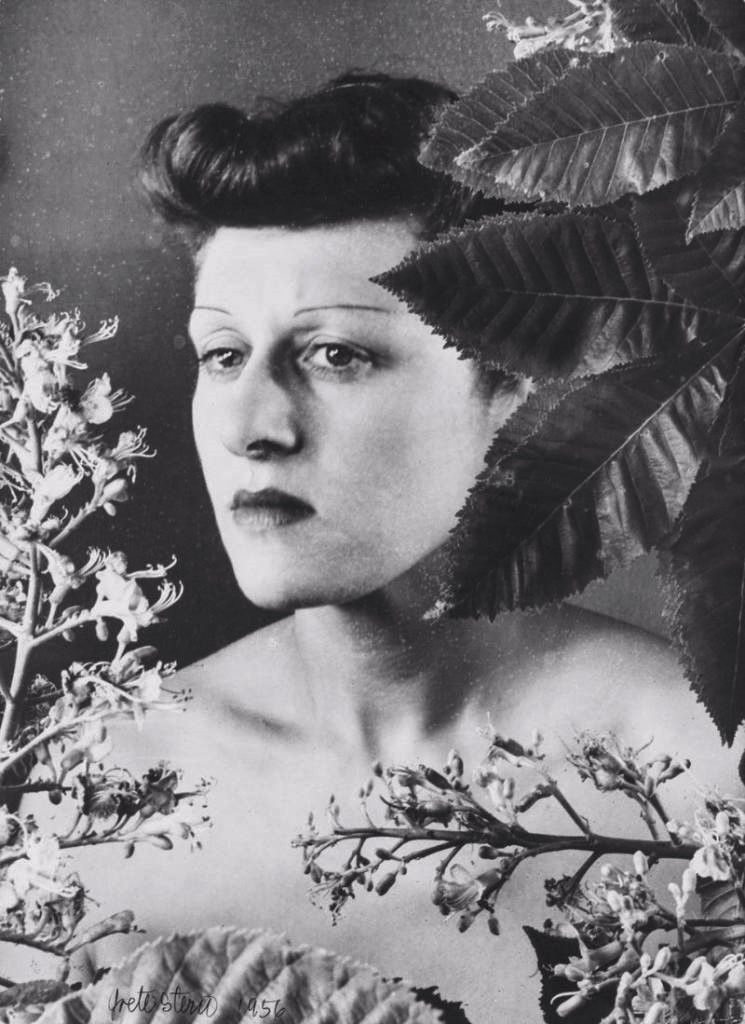
Selbstporträt, 1956

Grete Stern (* 9. Mai 1904 in Elberfeld; † 24. Dezember 1999 in Buenos Aires) war eine deutsch-argentinische Fotografin und Designerin. International bekannt wurde sie in den 1930er Jahren durch ihre gemeinsame Arbeit mit der Künstlerin Ellen Auerbach (damals noch Ellen Rosenberg). Beide gründeten das Fotostudio ringl + pit. Ihre Arbeiten galten als eine bedeutende Innovation in der Porträt- und Werbefotografie, die zahlreiche europäische und amerikanische Künstler beeinflusste. Mitte der 30er Jahre emigrierte sie nach Argentinien und prägte dort in fast 50-jähriger Tätigkeit die moderne argentinische Fotografie.

## Leben
Grete Stern war eine Tochter des Kaufmanns Ludwig Stern († 1910) und der Frida Hochberger († 1935, Suizid in Berlin). Ihr Bruder Walter Stern (1908–1965) wurde in den USA Filmtechniker. Nach dem Schulunterricht von 1910 bis 1922, zunächst an einer Volksschule in Wuppertal, dann für drei Jahre in London und dem Ablegen des Abiturs studierte sie von 1923 bis 1925 an der Württembergischen Kunstgewerbeschule, der heutigen Staatlichen Akademie der Bildenden Künste Stuttgart, Abteilung Grafische Künste, bei Professor F. H. Ernst Schneidler. Danach zog sie nach Berlin. Zwischen 1925 und 1926 entstanden dort und in Wuppertal erste gebrauchsgrafische Arbeiten (Buchgestaltung, Layout, Werbung). In Wuppertal hatte sie 1926 auch ihre erste Ausstellung, in der Werbegrafiken von Stern gezeigt wurden.
Auf Empfehlung von Umbo (Otto Umbehr) machte sie 1927 bis 1928 als Privatschülerin fotografische Studien im Privatstudio von Walter Peterhans in Berlin. Durch Peterhans lernte sie Ellen Rosenberg kennen. Das von beiden in einem ehemaligen Atelier von Peterhans errichtete Fotostudio für Werbe- und Porträtfotografie benannten sie nach ihren beiden Kosenamen Ringl (Stern) und Pit (Rosenberg). 1930 folgten erste Reklame-Arbeiten in Zusammenarbeit mit der Bildagentur Mauritius. Bis zur Schließung des Bauhauses 1933 studierte Stern bei Walter Peterhans’ dortigen Fotokurs in Dessau und Berlin. Ihre Fotos vom Bauhaus brachten ihr nachhaltig Anerkennung in Deutschland.
Nach der Machtübernahme der Nationalsozialisten emigrierte Stern 1933 nach London und eröffnete dort im folgenden Jahr ein Foto- und Werbestudio. Bis 1936 arbeitete sie als freie Grafikerin und Reklamefotografin. In diesen Jahren schuf sie Porträts unter anderem von Bertolt Brecht, Helene Weigel, Karl Korsch und Paula Heimann.
1935 heiratete Grete Stern den argentinischen Fotografen Horacio Coppola, der ebenfalls bei Peterhans am Bauhaus studiert hatte, und reiste erstmals nach Buenos Aires. Vor ihrem Auswandern nach Argentinien im Folgejahr wurde in London ihre Tochter Silvia geboren; die argentinische Staatsbürgerschaft erwarb sie 1958. In Buenos Aires eröffneten Stern und Coppola 1937 ein Werbe- und Fotostudio, das Studio in London hatten sie im Vorjahr geschlossen. Zwar hatte sie auch dort schon erste Porträtaufnahmen erstellt, intensivierte diese Tätigkeit jedoch erst im neuen Haus mit Studio in Ramos Mejía bei Buenos Aires ab 1940, das sie nach der Geburt ihres Sohnes Andrés († 1965) bezogen hatten. Das Studio entwickelte sich zu einem Treffpunkt für progressive Schriftsteller, Künstler und Intellektuelle wie Jorge Luis Borges, Pablo Neruda, Renate Schottelius, Clément Moreau, María Elena Walsh und die Psychoanalytikerin Marie Langer. Ihre erste Einzelausstellung in Argentinien hatte sie 1943 in der Galerie Müller in Buenos Aires. Im selben Jahr trennten sich Coppola und Stern.
Erste Arbeiten für die Regierung erstellte sie 1939 für das Mutter und Kinderamt des Nationalen Gesundheitswesen, neben der Fotografie auch Layouttätigkeiten. Von 1948 bis 1950 war Stern für die neuartige Stadtplanungsstelle Plan de Buenos Aires als Fotografin und Grafikerin bei der Untersuchung des Stadtplans von Buenos Aires unter anderem zusammen mit Jorge Ferrari-Hardoy tätig. Von 1956 bis 1970 arbeitete sie am Nationalmuseum für Bildende Künste in Buenos Aires als Fotografin sowie in der Abteilung für Restaurierung, wo sie unter anderem bis zu ihrer Pensionierung im Jahr 1970 eine Foto-Werkstatt leitete.
Am Nationalmuseum erhielt sie mehrmals Aufträge, unter anderem indigene Völker zu dokumentieren. 1958 verabredete sie mit dem Reiseamt von Jujuy die Dokumentation von Menschen und Landschaften der Provinz, in den Folgejahren dokumentierte sie ebenfalls im Nordosten des Landes (Provinz Corrientes), wo sie an der Universidad Nacional del Nordeste auch das Fach Fotografie unterrichtete. 1961 dokumentierte sie in der Provinz Catamarca neben den Fotografien von Menschen und Landschaften auch archäologische Funde. Es folgten weitere Reisen in Lateinamerika sowie darüber hinaus. 1964 erhielt Stern ein Stipendium für die Dokumentation der Provinzen Chaco, Formosa und Salta. Dabei entstanden in Chaco in drei Monaten rund 800 Aufnahme sowie in den Jahren 1964 bis 1967 mehrere Bücher mit Fotos, aber auch Texten von Stern.
Von 1959 bis 1960 hatte sie darüber hinaus einen Lehrauftrag für Fotografie an der Universität Resistencia del Chaco.
Stern arbeitete noch bis 1985 in ihrem Beruf als Fotografin, als ihr Sehvermögen schwächer wurde. Im Jahr 1981 fand in der Fundación San Telmo in Buenos Aires eine Retrospektive ihres Werkes als Fotografin und Grafikdesignerin statt, für die sie die Broschüre selbst gestaltete. Im Jahr 1988 wurde unter ihrem Namen ein Sammelband mit Porträts veröffentlicht.
Hobbymäßig widmete sich Stern von 1946 bis 1987 dem Chorgesang.

## Werk
Sterns fotografisches Werk zeichnete sich durch den ruhigen Umgang mit Gesichtern, Dingen, Landschaften und Ähnlichem aus. Bewegungen und Schnappschüsse stellte sie hingegen seltener dar. Die argentinische Künstlerin María Elena Walsh bezeichnete 1950 ihre Fotografie als „intim und wahrhaftig, sie möchte die Dinge erleuchten und die Augen dazu bringen, sich bei ihrem Anblick aufzuhalten, nicht betrachtend, sondern bewundernd, bis selbst das Unbedeutende seinen wahren, nämlich seinen wunderbaren Schein zeigt“.
Ihr Werke wurde in mehr als 40 Einzel- und über 30 Gruppenausstellungen präsentiert, einige postume Ausstellungen folgten. Darüber hinaus war Stern auch als Herausgeberin von über 20 Büchern und Broschüren zu ihren eigenen Werken tätig und verfasste in einigen von ihnen auch die begleitenden Texte.
Die Stiftung Fundación Antorchas unterstützt die Konservierung und Organisation ihres fotografischen Archivs.

## Ausstellungen (Auswahl)

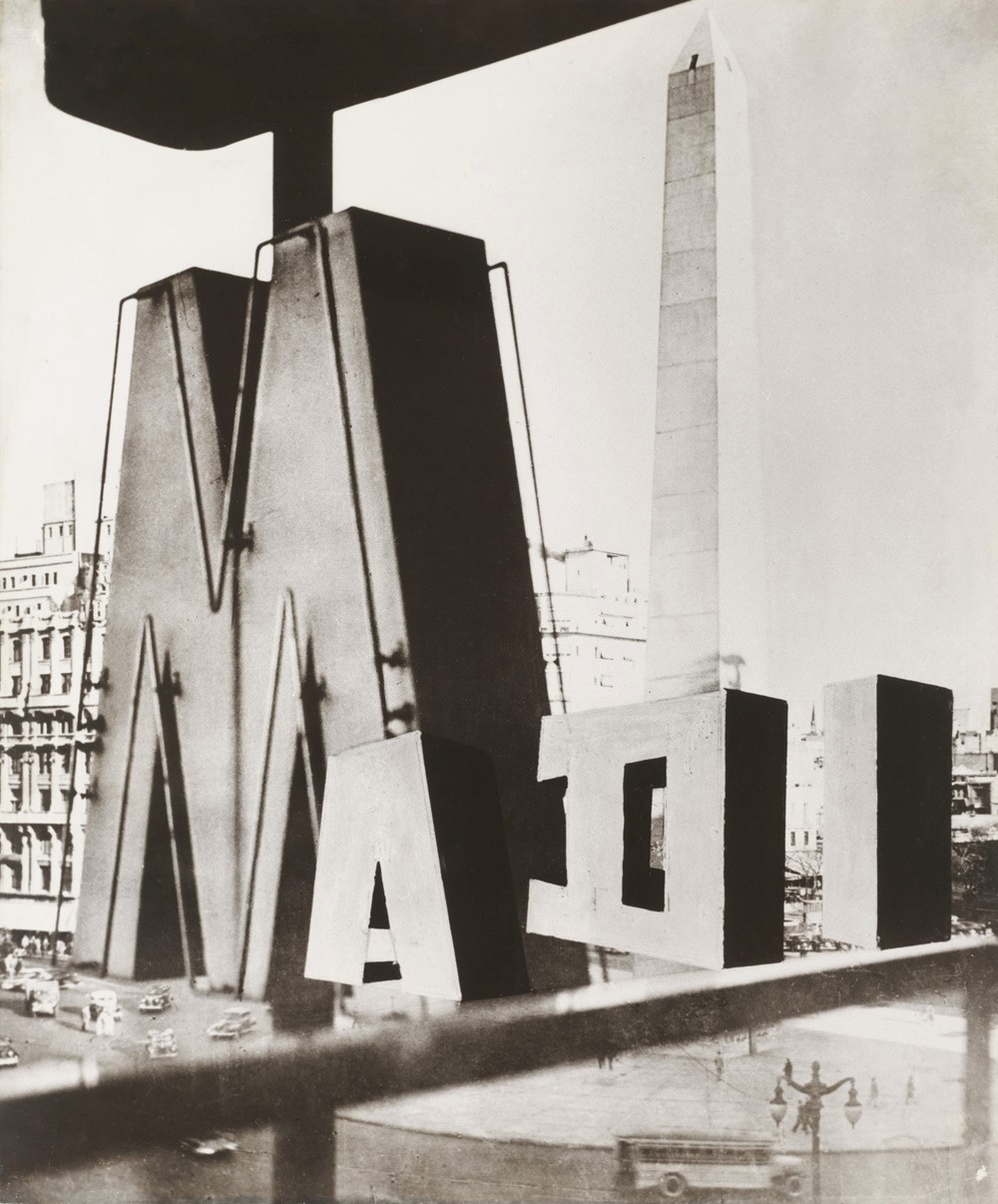
Von Stern entworfenes Logo für die Gruppe Madí 1946

Dieser Abschnitt gibt eine Auswahl von Ausstellungen über Stern wieder. Für einen vollständigen Überblick ihrer eigenen Ausstellungen siehe beispielsweise den Anhang des Buches grete stern. Obra fotográfica en la Argentina („Fotografisches Werk in Argentinien“) von Luis Priamo aus dem Jahr 1995.
- 2010/11 – Grete Stern: Vom Bauhaus zum Gran Chaco. Fotoreportagen im Norden Argentiniens (1958–1964), Ethnologisches Museum Berlin (Einzelausstellung)[2]
- 2008 – La photographie timbrée, Galerie nationale du Jeu de Paume, Paris (Gruppenausstellung)
- 2007 – documenta 12, Kassel (Gruppenausstellung)
- 2006 – Photographic experiments from the collection of IVAM (Institut Valencià d’Art Modern), Nationalmuseum für Zeitgenössische Kunst (MNAC), Bukarest (Gruppenausstellung)
  - El retrato en la colección de fotografía del IVAM, Centro Cultural Eduardo León Jimenes, Santiago de los Caballeros (Gruppenausstellung)
- 2005 – Culturas del Gran Chaco, Fundación PROA, Buenos Aires (Einzelausstellung)[3]
- 2003 – Arte Abstracto Argentino, Fundación PROA, Buenos Aires (Gruppenausstellung)
- 2001 – Sueños (dreams), Presentation House Gallery – PHG, North Vancouver, BC (Einzelausstellung)[4]
- 1998 – Arte Madí, Museo Extremeño e Iberoamericano de Arte Contemporáneo MEIAC, Badajoz (Gruppenausstellung)
- 1985 – La photographie du Bauhaus, Musée d’art contemporain de Montréal, Montreal, QC (Gruppenausstellung)

## Film
- Drei Fotografinnen: Ilse Bing, Grete Stern, Ellen Auerbach. Dokumentarfilm. Regie: Antonia Lerch, Berlin 1993.